# 伊藤泰司
伊藤 泰司（いとう やすし、1956年（昭和31年）2月20日 - ）は、日本の実業家。東京都出身。鉄建建設代表取締役社長。東京大学卒業。

## 経歴
出典:
- 1956年（昭和31年）生まれ
- 1978年（昭和53年）4月 - 東京大学卒業、日本国有鉄道（国鉄）入社
- 1987年（昭和62年）4月1日 - 国鉄分割民営化により、国鉄から東日本旅客鉄道（JR東日本）に入社。
- 2003年（平成15年）6月 - 東京工事事務所上信越工事事務所長
- 2004年（平成16年）6月 - 東京工事事務所長
- 2006年（平成18年）6月 - 理事長野支社長
- 2008年（平成20年）6月 - 執行役員長野支社長
- 2009年（平成21年）6月 - 工事部長、鉄建建設社外取締役
- 2012年（平成24年）6月 - 取締役常務執行役員鉄道統括室長兼土木本部担当兼建築本部担当
- 2013年（平成25年）4月 - 取締役専務執行役員鉄道統括室長兼土木本部担当兼建築本部担当
- 2015年（平成27年）
  - 4月 - 取締役執行役員副社長鉄道統括室長兼土木本部担当兼建築本部担当
  - 6月 - 取締役執行役員副社長
- 2016年（平成28年）6月 - 代表取締役執行役員副社長
- 2018年（平成30年）6月 -　代表取締役社長執行役員社長（現職）